# La Canova d'en Ribes
La Canova d'en Ribes és un mas situat al costat de la Riera de Bianya, a poca distància de la gran pairalia de la Riba. És de planta rectangular i un ampli teulat a dues aigües amb els vessants vers les façanes laterals. Disposa de baixos, amb porta allindada central i pis superior amb una arcada de mig punt.
La Canova de Ribes va ser bastida amb pedra del país molt poc treballada llevat dels carreus cantoners i dels emprats per fer algunes de les obertures. Ha estat restaurada i la façana repicada. La llinda de la porta principal disposa de la següent inscripció: "ME FECIT / PERE RIBES / 26 NOVEMBRE / 17 48".